# کانن پاورشات اس۱۰۰

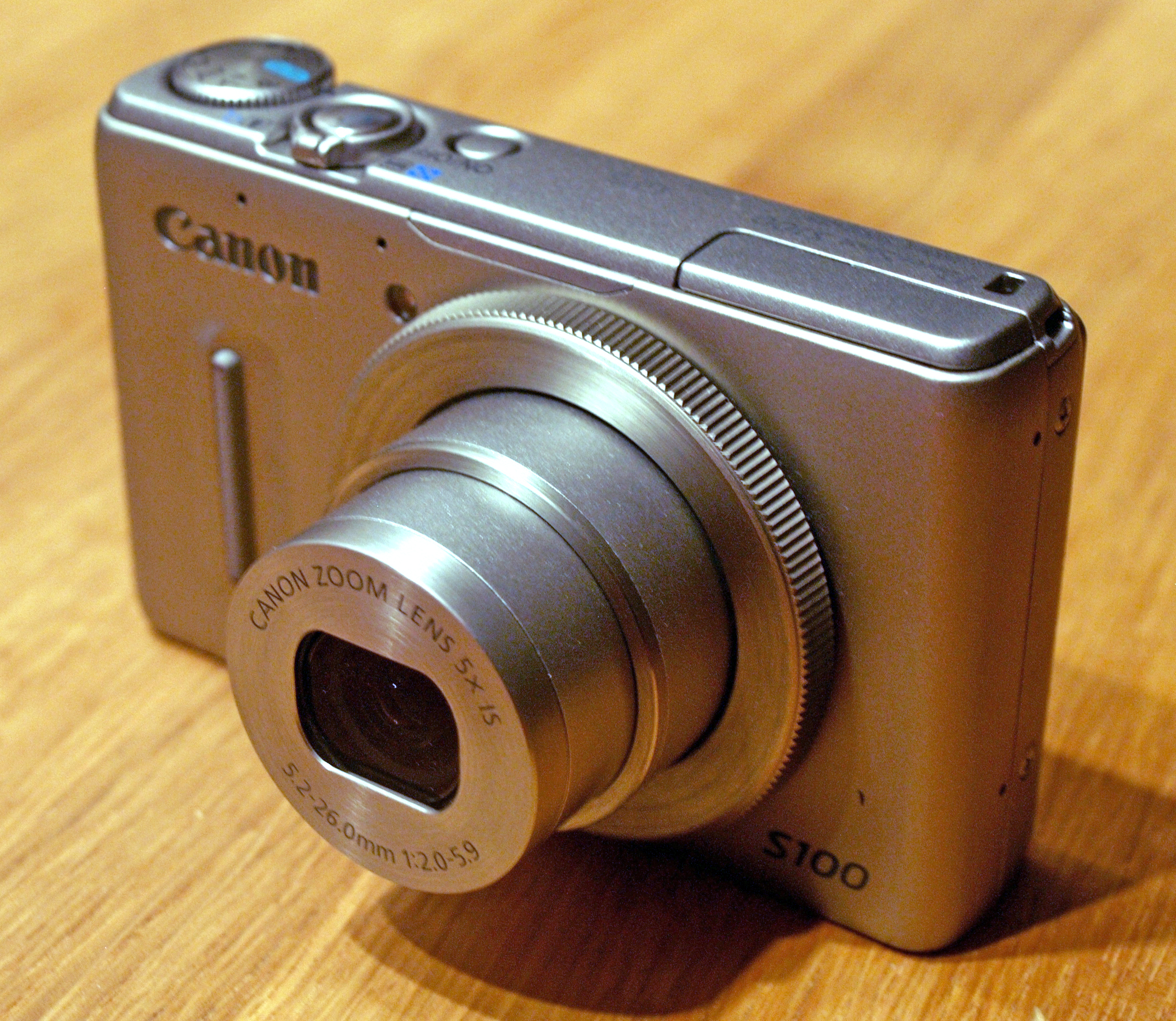
کانن پاور شات ای 100

کانن پاورشات اس۱۰۰ (به انگلیسی: Canon PowerShot S100) یک دوربین عکاسی کامپکت ساخت شرکت کانن است.